# بال‌لاک‌پشتی کوچک
بال‌لاک‌پشتی کوچک(نام علمی: Aglais urticae)، گونه‌ای پروانه است از خانواده فرچه‌پایان که در اوراسیا مثل آناتولی، آسیای مرکزی، سیبری، ژاپن، مغولستان، شبه جزیره کره، کشورهای اروپایی، خاورمیانه و غیره پراکنده است. پهنای بال این گونه پروانه از ۴/۵ تا ۶/۲ سانتی‌متر است. اندازه این پروانه متوسط است. رنگ این پروانه قرمز و نارنجی با نشانه‌هایی با رنگ‌های زرد، سیاه و نیلی (در لبه‌ها) می‌باشد.

## نگارخانه

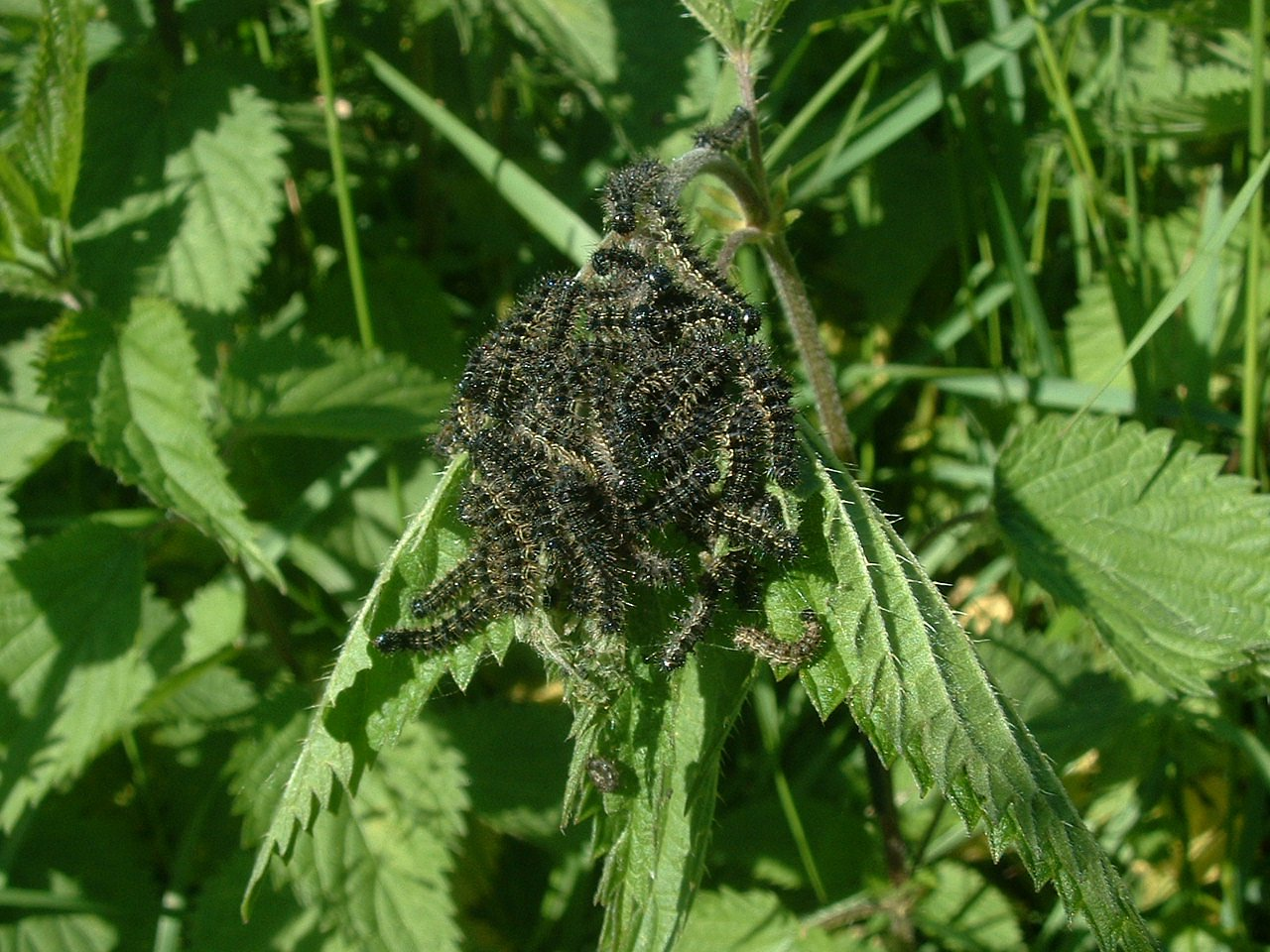
کرم‌های جوان
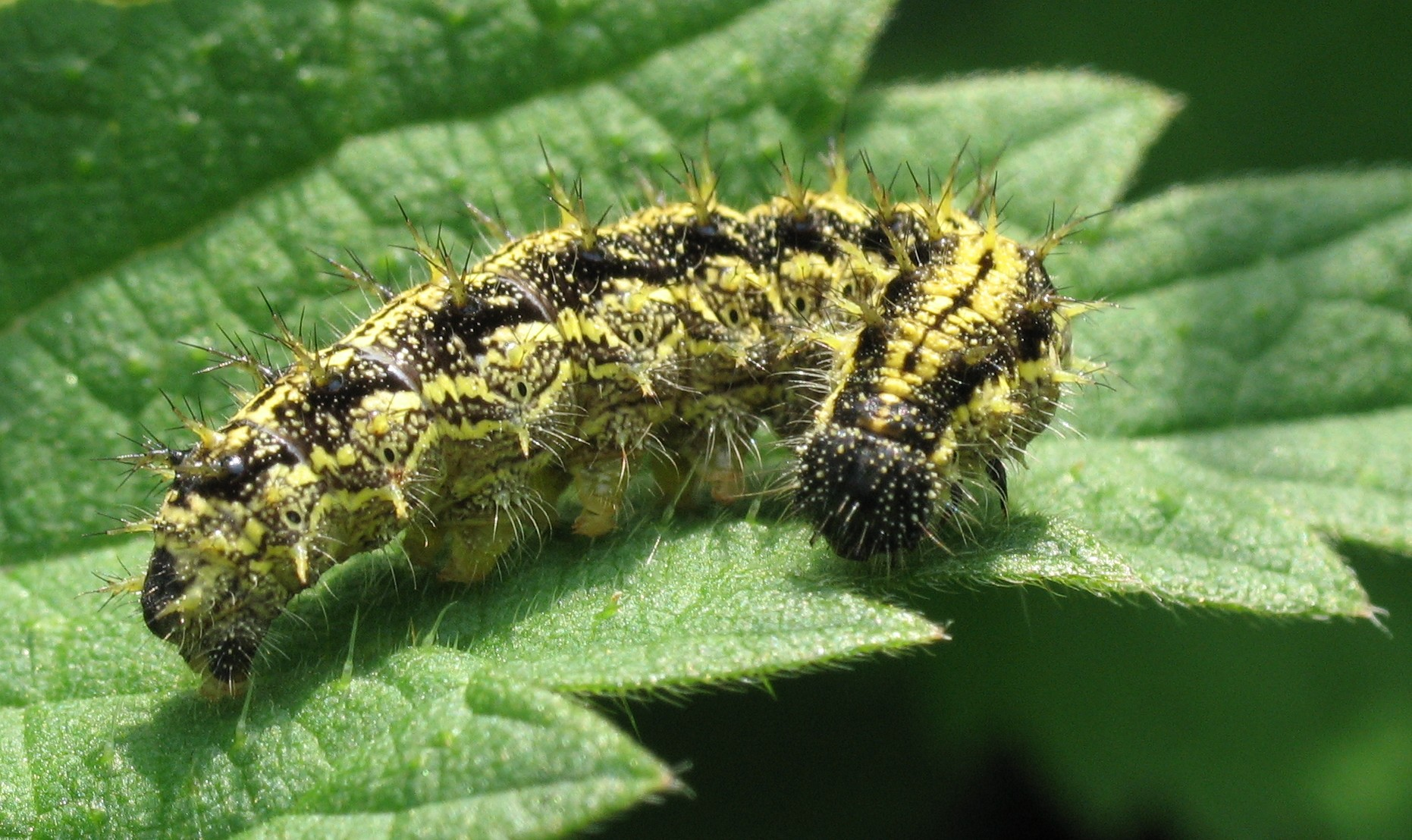
کرم‌های بالغ تر
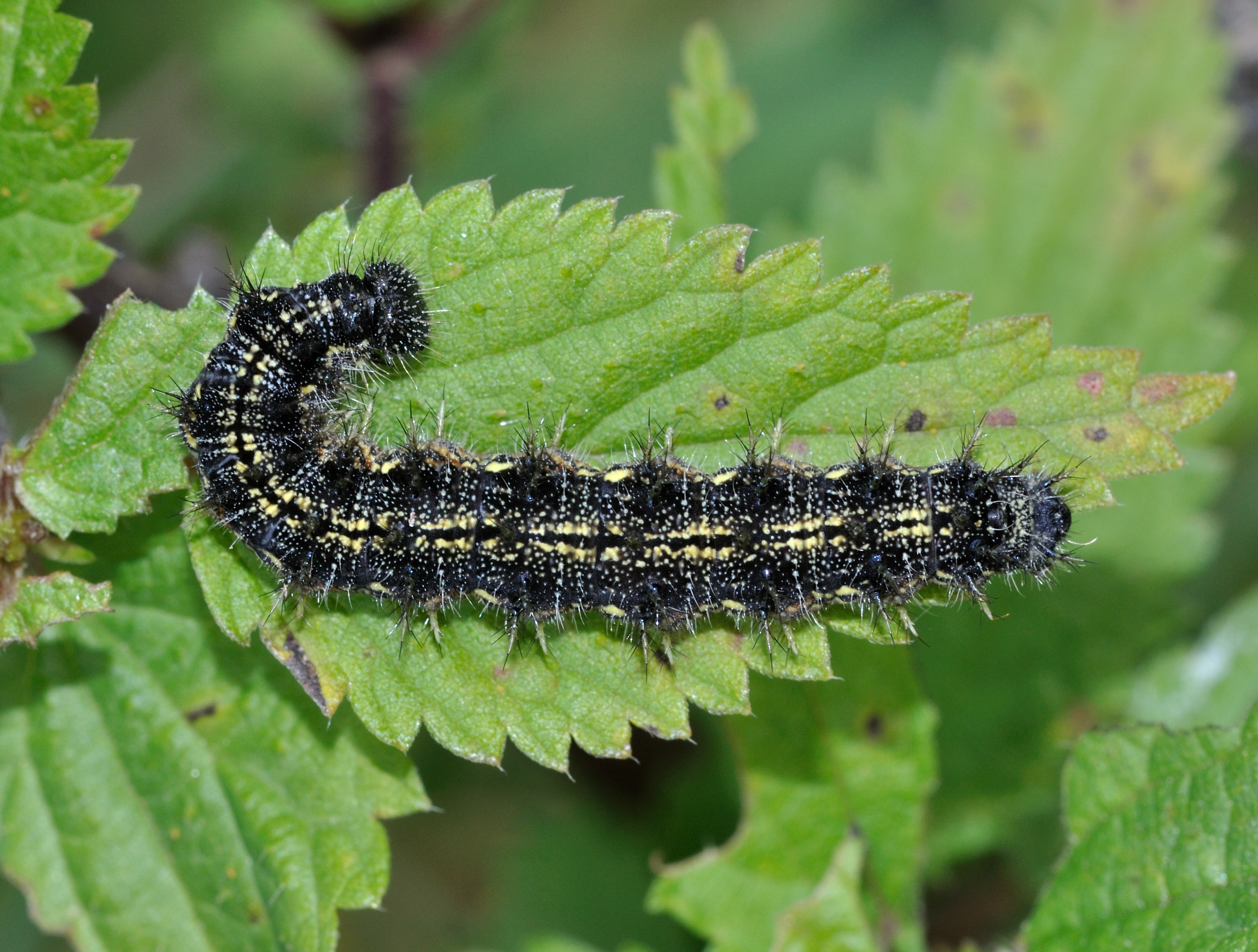
کرم‌ها در اوبراورزل، آلمان
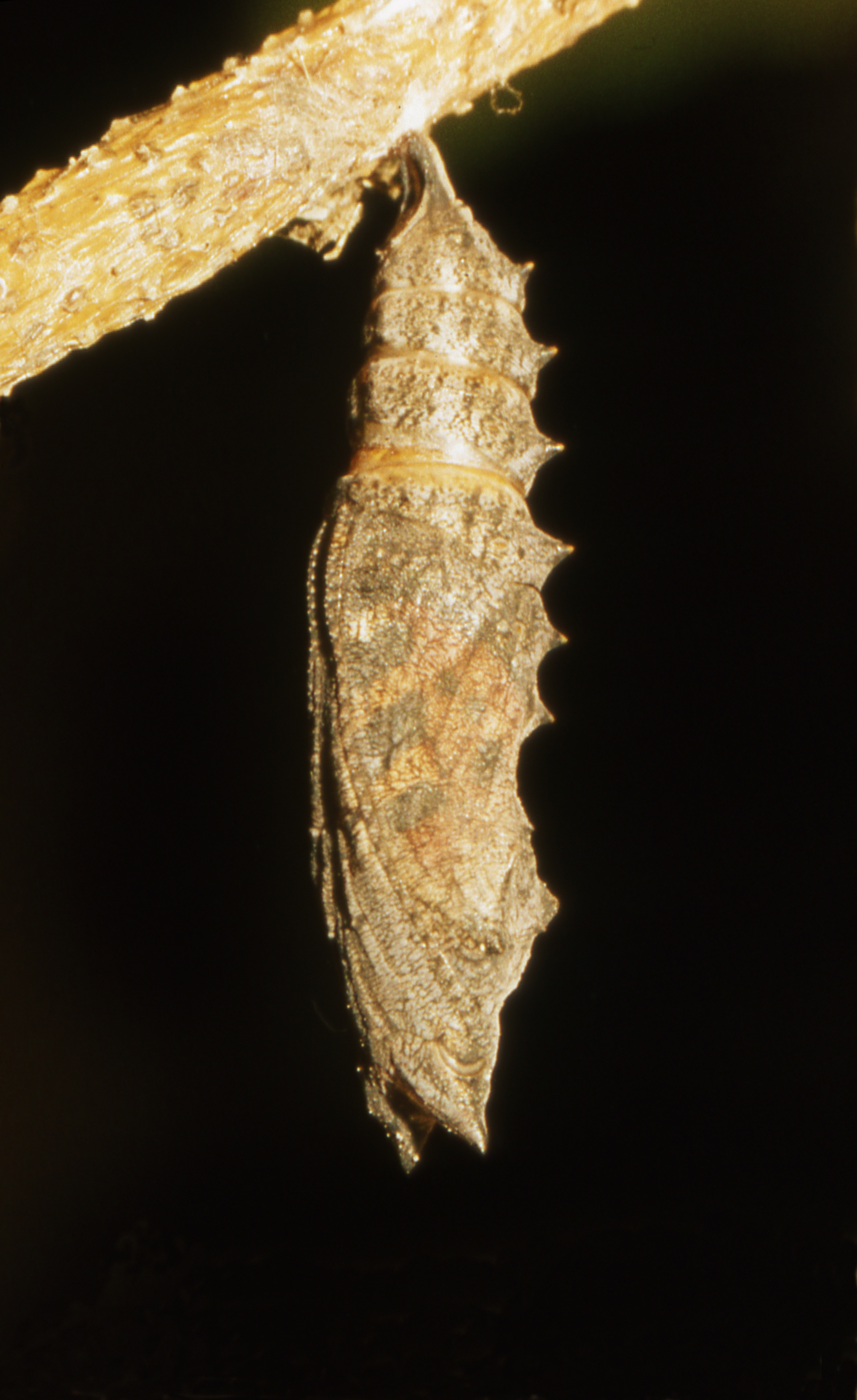
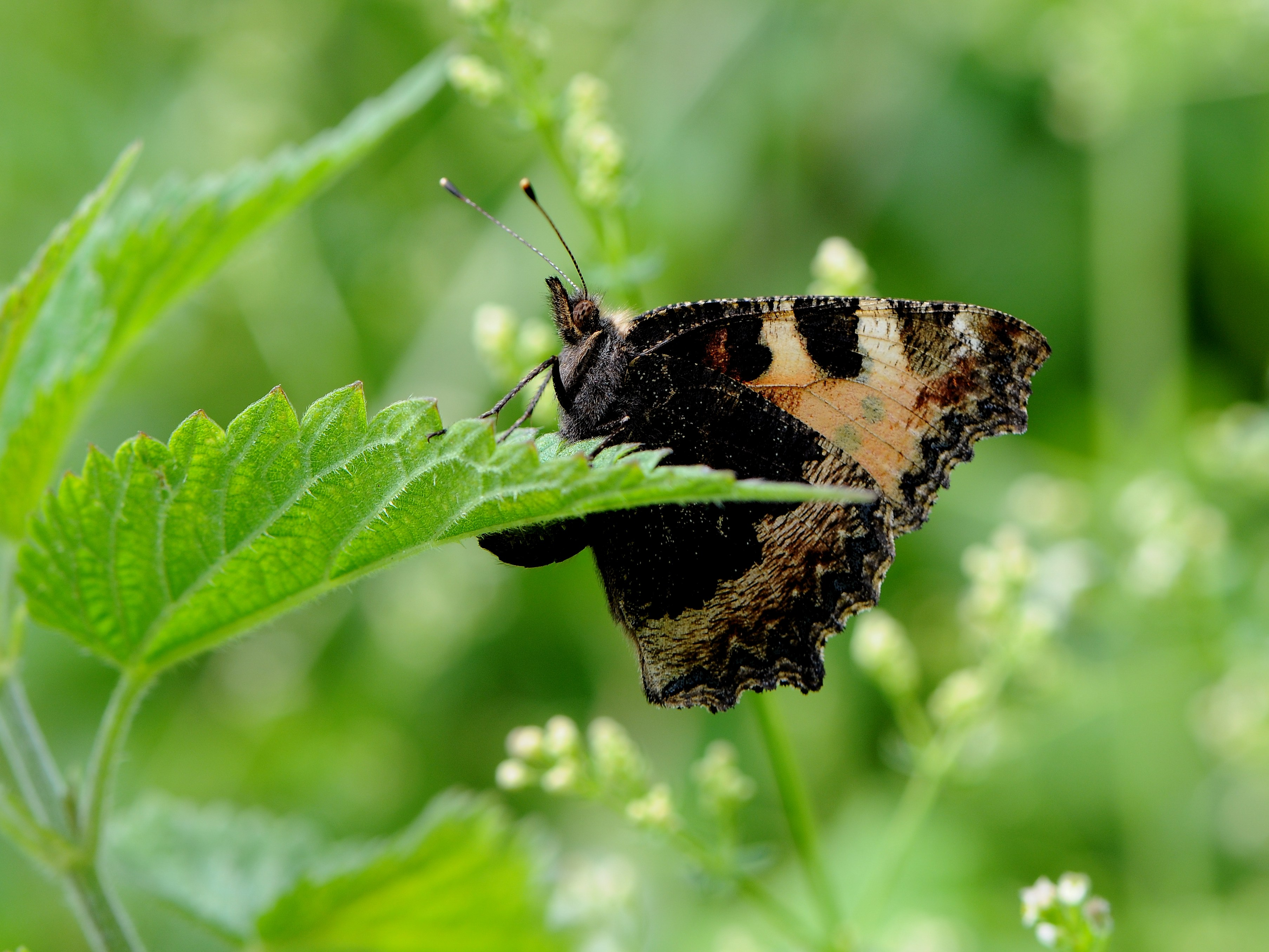
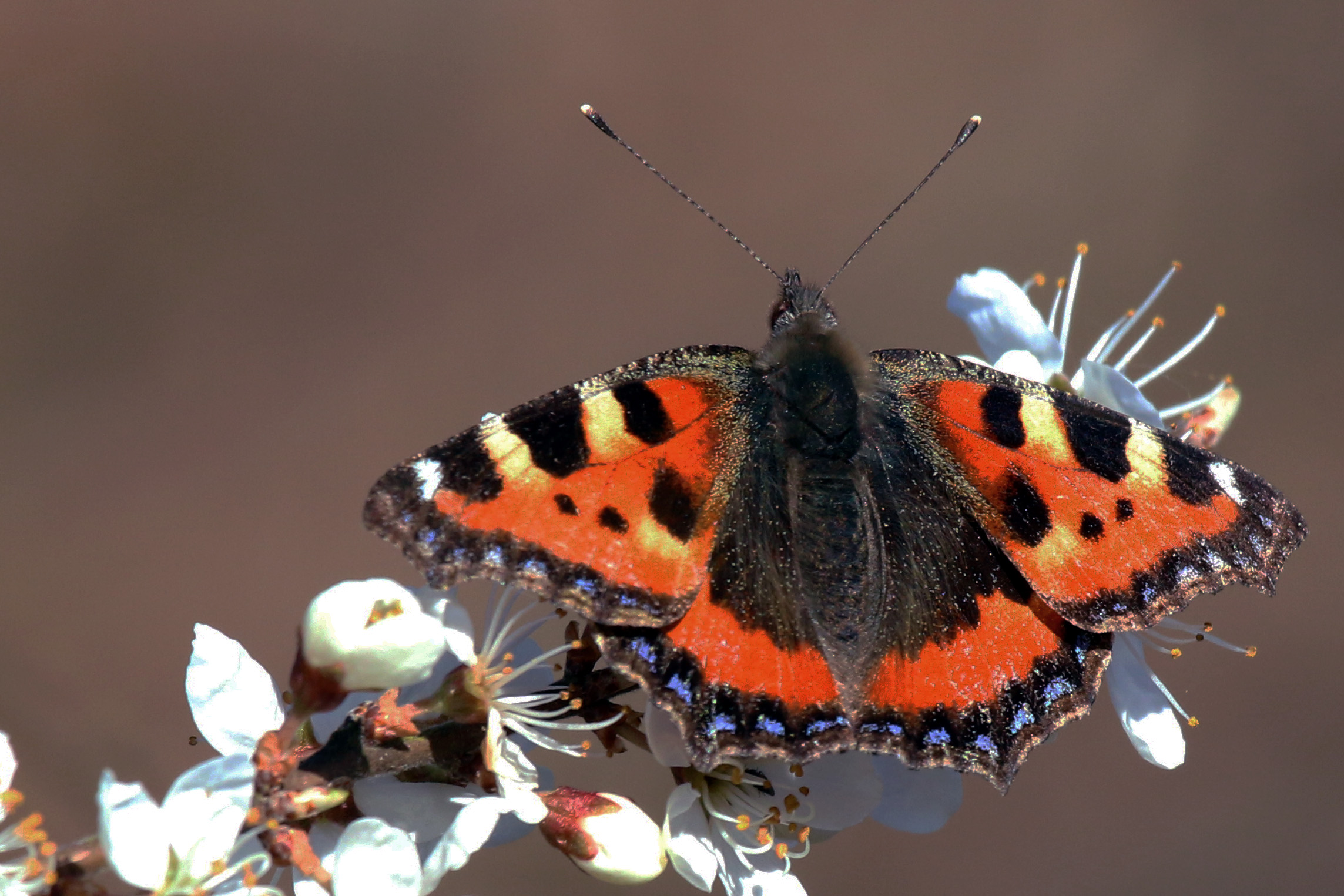
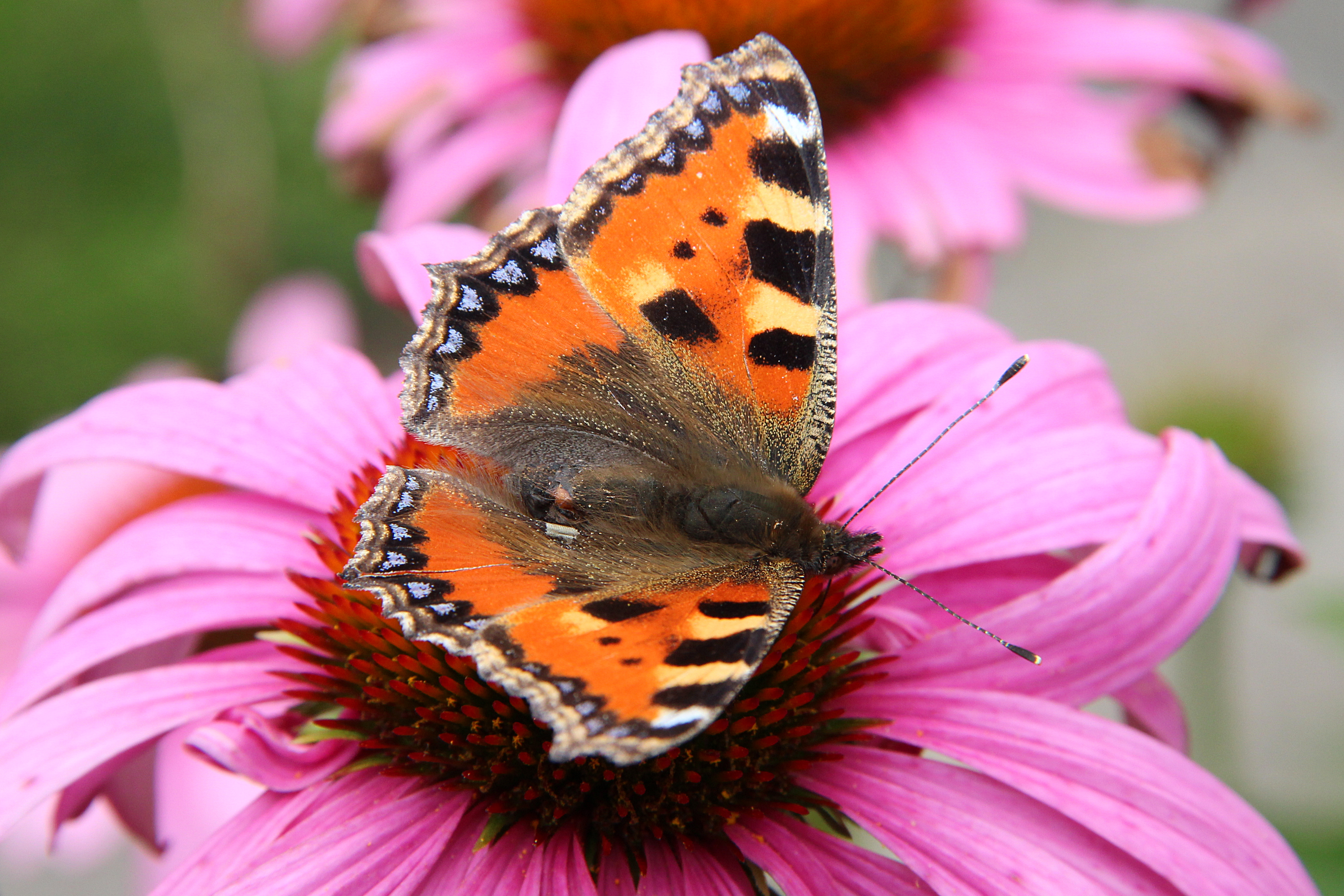
در بلژیک
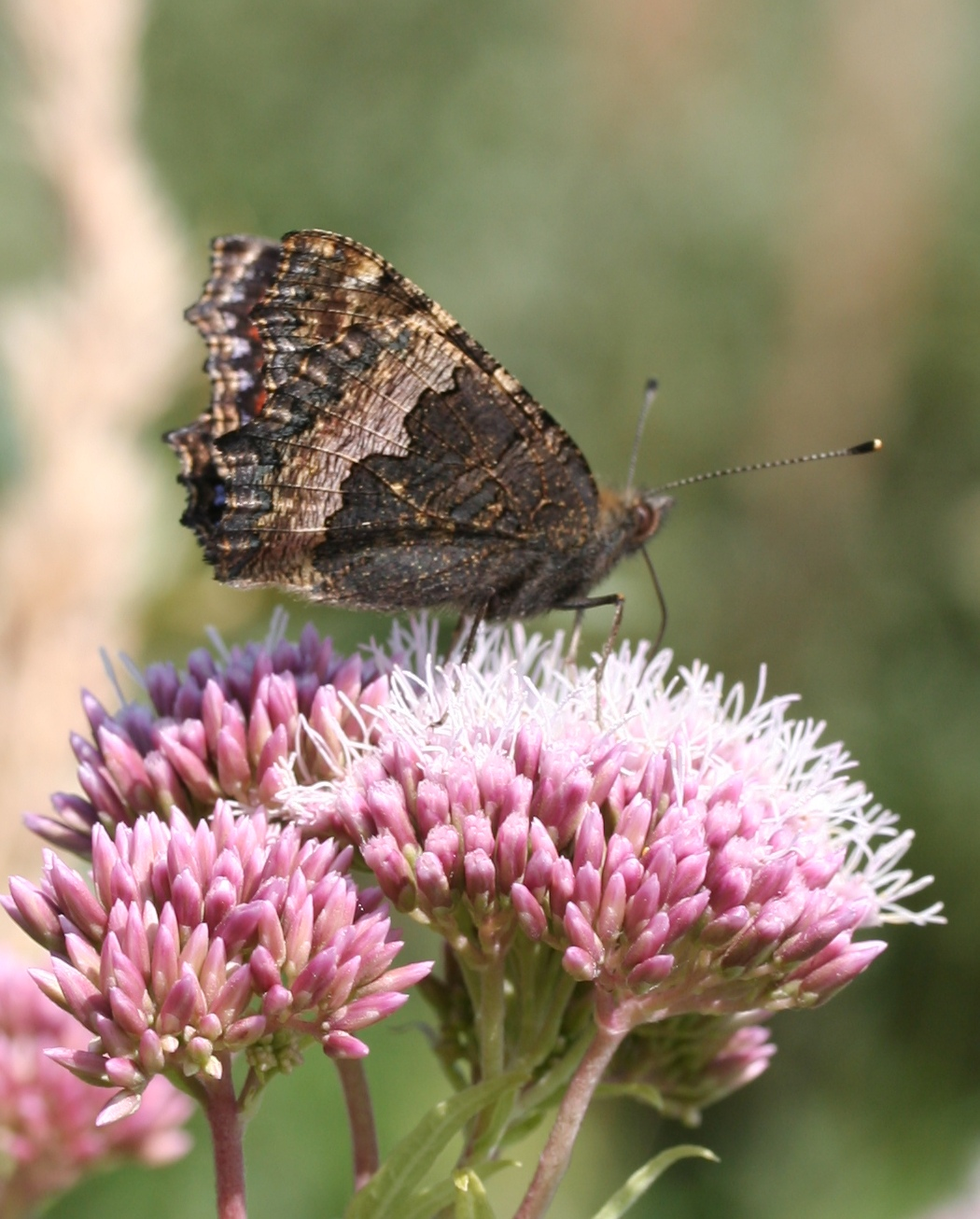
زیر بال‌ها